# Sega-AM2
Sega Amusement Machine Research and Development Department #2 (conocida popularmente como Sega-AM2 o simplemente AM2) es un equipo de búsqueda y desarrollo de videojuegos perteneciente a Sega. Originalmente se le conoció con el nombre de "Sega Amusement Developing Section 8", AM2 fue originalmente dirigida por el afamado diseñador de videojuegos Yu Suzuki. De todos los equipos AM pertenecientes a Sega, AM2 fue considerado como el mejor y el de mejor desarrollos para la compañía, siendo los primeros en crear grandes clásicos de finales de los ochenta como After Burner II, Out Run, y Space Harrier despues de ver las ventas que tuvo sonic el erizo tuvo su primer y ultimo juego propio de pelea conocido como Sonic the Fighters en arcade, todos ellos auténticos éxitos (sobre todo en el mercado de arcade). Más tarde, AM2 fueron los encargados de desarrollar la serie Virtua Fighter y Shenmue además del afamado arcade Daytona USA.
Después del lanzamiento de OutRun 2, AM2 fue absorbida por Sega (el 1 de julio del 2004).

## Lista de juegos desarrollados por AM2

### Arcade
- 18 Wheeler: American Pro Trucker
- After Burner
- After Burner Climax
- After Burner II
- Arabian Fight
- Beach Spikers
- Burning Rival
- Daytona USA
- Daytona USA 2 - Power Edition
- Desert Tank
- Dynamite Dux
- F1 Exhaust Note
- F1 Super Lap
- Ferrari F355 Challenge
- Ferrari F355 Challenge 2: International Course Edition
- Fighting Vipers
- Fighting Vipers 2
- G-LOC: Air Battle
- Ghost Squad
- GP Rider
- Hang-On
- King of Route 66, The
- Out Run
- OutRun 2
- OutRun 2 SP
- Outtrigger
- Power Drift
- Quest of D
- Sega Super GT (Scud Race en Europa y Japón)
- Sonic the Fighters (apodado Sonic Championship)
- Soreike Kokology
- Soreike Kokology 2
- Space Harrier
- Strike Fighter
- Super Hang-On
- Turbo Out Run
- Virtua Cop
- Virtua Cop 2
- Virtua Cop 3
- Virtua Fighter
- Virtua Fighter 2
- Virtua Fighter 2.1
- Virtua Fighter 3
- Virtua Fighter 3tb
- Virtua Fighter 4
- Virtua Fighter 4 Evolution
- Virtua Fighter 4 Final Tuned
- Virtua Fighter 5
- Virtua Fighter Kids
- Virtua Formula
- Virtua Racing
- Virtua Striker
- Virtua Striker 2
- Virtua Striker 2 version '98
- Virtua Striker 2 version '99
- Virtua Striker 2 version '99.1
- Virtua Striker 2 ver. 2000

### Dreamcast
- 18 Wheeler: American Pro Trucker
- Ferrari F355 Challenge (Ferrari F355 Challenge: Passione Rossa)
- Fighting Vipers 2
- Outtrigger
- Propeller Arena
- Shenmue
- Shenmue II
- Virtua Cop 2
- Virtua Fighter 3tb
- Virtua Striker 2 (Virtua Striker 2 ver. 2000.1)

### Game Gear
- G-LOC: Air Battle
- Out Run
- Space Harrier

### Nintendo GameCube
- 18 Wheeler: American Pro Trucker
- Beach Spikers
- Virtua Quest

### Sega Genesis
- After Burner II
- G-LOC: Air Battle
- Out Run
- Rent-A-Hero
- Space Harrier II
- Sword of Vermilion (apodado Vermilion en Japón)
- Virtua Fighter 2
- Virtua Racing

### Sega Master System
- After Burner
- Dynamite Dux
- Out Run
- Space Harrier
- Space Harrier 3D

### PC
- OutRun 2006: Coast 2 Coast
- Virtua Fighter
- Virtua Fighter 2
- Virtua Squad
- Virtua Squad 2

### PlayStation 2
- 18 Wheeler: American Pro Trucker
- Aero Elite: Combat Academy (apodado Aero Dancing 4: New Generation)
- Ferrari F355 Challenge
- King of Route 66, The
- OutRun 2006: Coast 2 Coast
- Super Dimension Fortress Macross, The
- Virtua Cop: Elite Edition (apodado Virtua Cop Re-Birth)
- Virtua Fighter 4
- Virtua Fighter 4 Evolution
- Virtua Quest

### Sega Saturn
- Digital Dance Mix
- Fighters Megamix
- Fighting Vipers
- Sega Ages: After Burner II
- Sega Ages: Out Run
- Sega Ages: Power Drift
- Sega Ages Vol. 2: Space Harrier
- Virtua Cop
- Virtua Cop 2
- Virtua Fighter
- Virtua Fighter 2
- Virtua Fighter CG Portrait Series
- Virtua Fighter Kids
- Virtua Fighter Remix

### Sega 32X
- After Burner
- Space Harrier
- Virtua Fighter
- Virtua Racing Deluxe

### Xbox
- OutRun 2
- OutRun 2006: Coast 2 Coast
- Shenmue II

### PlayStation 3
- Virtua Fighter 5

### Xbox 360
- Virtua Fighter 5 Online

### Wii
- Ghost Squad

Franquicias de AM2 en actual desarrollo:
- OutRun 2006: Coast 2 Coast - PlayStation Portable, PlayStation 2, Xbox, Microsoft Windows
- After Burner: Black Falcon - PlayStation Portable

Proyectos cancelados:
- Shenmue Online - Microsoft Windows